# 前野曜子
前野 曜子（まえの ようこ、1948年〈昭和23年〉1月25日 - 1988年〈昭和63年〉7月31日）は、日本の歌手。ペドロ&カプリシャスの初代ヴォーカル。宝塚歌劇団在籍中の芸名は弓 千晶（ゆみ ちあき）、その後の初期芸名は西丘 有理（にしおか あり）。1980年前後の時期、俳優として劇場用映画・テレビ映画に出演した。

## 人物・来歴

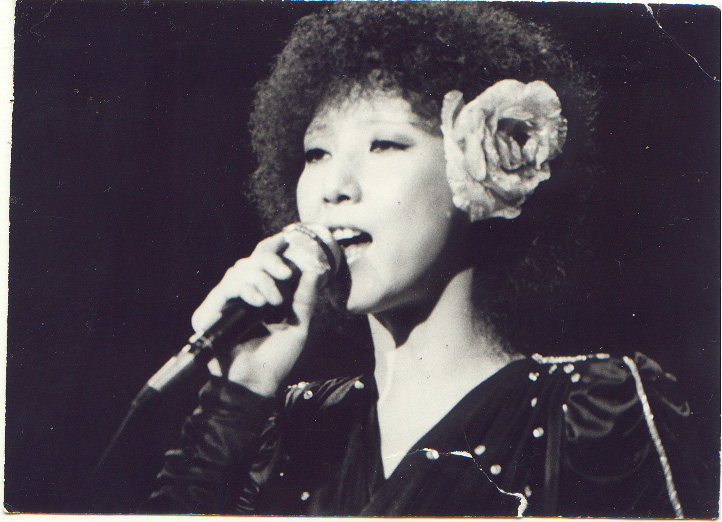
初めてのリサイタル（ヤクルトホール　1980年５月 ）

1948年（昭和23年）1月25日、東京都中央区銀座に生まれる。
1963年（昭和38年）4月、川村高等学校に進学するも、満17歳になった1965年（昭和40年）、同校を中途退学し、宝塚音楽学校に進む。1967年（昭和42年）、第53期生として宝塚歌劇団へ入団、同年の星組公演『世界はひとつ』が初舞台公演の演目であった。同期は54名、室町あかねや小松美保がおり、前野の当時の芸名は弓 千晶。1968年（昭和43年）10月30日付で同劇団を退団した。
宝塚時代に知り合った亀渕友香とディスコ「赤坂ムゲン」で再会して上野義美がプロデュースしていたリッキー&960ポンドに参加、翌1969年（昭和44年）、「ワッハッハ」（CBSソニー）がヒットを記録する。この頃は西丘 有里と名乗る。1971年（昭和46年）、同グループと同じ事務所（小学館プロダクション）に所属するペドロ&カプリシャスにヴォーカルとして参加、同年10月発売の「別れの朝」が大ヒットを記録する。同作の原曲はウド・ユルゲンスの「夕映えのふたり」（ドイツ語: Was ich dir sagen will, 1967年）である。
1972年（昭和47年）9月、「ペドロの前野曜子が倒れた」と報道される。1973年（昭和48年）、ペドロ&カプリシャスを脱退し渡米、半年弱の滞在後帰国し、本村俊雄をリーダーとするバンド”マスカレード"にて歌手活動を再開後、1976年（昭和51年）に古巣のリッキー&960ポンドに復帰する。1977年（昭和52年）9月、リッキー&960ポンドとアルバム『ABRAZAME』を録音。「別れの朝」は3ヴァージョンが存在するが、このアルバムに収録されたものが最高の出来との評価もある。同グループに3年間所属した後、再び脱退する。
1979年（昭和54年）に映画『蘇える金狼』の主題歌『蘇える金狼のテーマ』をリリース。このとき「あの前野曜子が6年ぶりにカムバック!!」と報道されたが、カプリシャス脱退以降の経歴が考慮されていない。1980年（昭和55年）、映画『野獣死すべし』に出演。1980年代初期には自己のバンド"ASANTE-SANA"を組みリサイタルも行った。1982年（昭和57年）から始まったテレビアニメ『スペースコブラ』（フジテレビ）のテーマ曲を歌う。同時期、都内の病院に入院し闘病を開始したとされる。
次第にアルコール依存症等が深刻化し、1988年（昭和63年）7月31日、心不全で死去した。満40歳没。訃報についてはリアルタイムに報道されることなく、3年後に『女性自身』1991年4月23日号が初めて報じた。
2015年（平成27年）4月18日　第1回のファンの集いが開かれた。

## ディスコグラフィ
※　ペドロ&カプリシャスは、ペドロ&カプリシャス#作品を参照。

### リッキー&960ポンド

#### シングル
- 『帰らないで（作詞：麻生香太郎）／リップ・ステックのテーマ』 （1976年11月21日）
- 『告白・アイ・ラブ・ユー（作詞・万里村ゆき子）／夢物語』 （1977年7月）
- 『抱きしめて （作詞・なかにし礼、作曲・フリオ・イグレシアス）／バイ・バイ・シティ』（1977年12月5日）

#### アルバム
- 『ABRAZAME（抱きしめて）』（1977年12月）-　2011年CD化。

### ソロ

#### シングル
| 発売日                         | 規格             | 規格品番         | 面               | タイトル                         | 作詞                          | 作曲               | 編曲             |
| ユニオンレコード               | ユニオンレコード | ユニオンレコード | ユニオンレコード | ユニオンレコード                 | ユニオンレコード              | ユニオンレコード   | ユニオンレコード |
| ------------------------------ | ---------------- | ---------------- | ---------------- | -------------------------------- | ----------------------------- | ------------------ | ---------------- |
| 1970年9月5日                   | EP               | US-696           | A                | 朝を待たずに                     | 山上路夫                      | 鈴木邦彦           | 馬飼野俊一       |
| 1970年9月5日                   | EP               | US-696           | B                | なくてもともと                   | 山上路夫                      | 鈴木邦彦           | 馬飼野俊一       |
| ワーナー・パイオニア／ATLANTIC |                  |                  |                  |                                  |                               |                    |                  |
| 1973年9月25日                  | EP               | L-1155A          | A                | 夜はひとりぼっち                 | 安井かずみ                    | 都倉俊一           | 前田憲男         |
| 1973年9月25日                  | EP               | L-1155A          | B                | センチメンタル・ヨーコ           | 水野礼子                      | 森岡賢一郎         | 森岡賢一郎       |
| 1974年4月25日                  | EP               | L-1906A          | A                | ゆうなぎ                         | 山上路夫                      | 都倉俊一           | 東海林修         |
| 1974年4月25日                  | EP               | L-1906A          | B                | 誘惑                             | 山上路夫                      | 都倉俊一           | 東海林修         |
| キャニオンレコード             |                  |                  |                  |                                  |                               |                    |                  |
| 1979年7月25日                  | EP               | Ｃ-146           | A                | 蘇える金狼のテーマ               | 浅野裕子                      | ケーシー・ランキン | トッシュ         |
| 1979年7月25日                  | EP               | Ｃ-146           | B                | 唇に微笑み心に拳銃               | ケーシー・ランキン            | ケーシー・ランキン | トッシュ         |
| 日本コロムビア                 |                  |                  |                  |                                  |                               |                    |                  |
| 1980年5月26日                  | EP               | AK62-AX          | A                | ユー・アー・ラヴ                 | なかにし礼                    | Teo Macero         | Edison Watanabe  |
| 1980年5月26日                  | EP               | AK62-AX          | B                | テイク・ア・チャンス             | 岡田冨美子                    | 萩田光雄           | 萩田光雄         |
| 1980年11月25日                 | EP               | AK727-AX         | A                | こんな時は                       | 岩谷時子                      | Krystyna Pronko    | 渡辺エジソン     |
| 1980年11月25日                 | EP               | AK727-AX         | B                | モーニング・ダンシング           | 庄野真代                      | 庄野真代           | 渡辺エジソン     |
| 1981年4月20日                  | EP               | AH-50AA          | A                | ラブ・イズ・ミステリアス         | Dweight Waldrom               | 林 哲司            | 林 哲司          |
| 1981年4月20日                  | EP               | AH-50AA          | B                | イフ・アイ・ハヴ・ゴー・アウェイ | Marci Sutin                   | 林 哲司            | 林 哲司          |
| 1981年7月20日                  | EP               | AH133-A          | A                | 星ふる夏                         | A.プガチェヴァ 訳）麻生ひろし | I.レスニック       | 山下正           |
| 1981年7月20日                  | EP               | AH133-A          | B                | ジャスト・ライク・ユーアンドミー | 竜真知子                      | 渡辺敬之           | 渡辺敬之         |
| 1982年10月21日                 | EP               | AH148-Ａ         | A                | コブラ                           | 冬杜花代子                    | 大野雄二           | 大野雄二         |
| 1982年10月21日                 | EP               | AH148-Ａ         | B                | シークレット・デザイアー         | 冬杜花代子                    | 大野雄二           | 大野雄二         |

#### アルバム
- 『蘇える金狼・前野曜子』（1979年8月）-　2011年CD化。
- 『HALF TIME』（1980年8月）-　2012年CD化。
- 『一人で(アローン) 』（1981年12月、日本コロムビア、AF-7096-N）-　2012年CD化。
- 『TWILIGHT』（1982年9月）-　2012年CD化。
- 『YOKO MAENO memorial collection “BEST”　-30th Anniversary-』（2018年7月）

## フィルモグラフィ
特筆以外はいずれも「出演」である。
- 『蘇える金狼』 : 監督村川透、製作角川春樹事務所、1979年8月25日公開（映倫番号 19789） - 主題歌
- 『探偵物語』第14話『復讐のメロディー』 : 監督村川透、製作日本テレビ放送網・東映芸能ビデオ、1979年12月18日放映（テレビ映画）
- 『野獣死すべし』 : 監督村川透、製作角川春樹事務所、1980年10月4日公開（映倫番号 110160） - 「沙羅」（鹿賀丈史の恋人のダンサーの同僚ホステス）役
- 『スペースコブラ』 : 1982年10月7日 - 1983年5月19日放映（連続テレビアニメ映画・全31回） - 主題歌